# Douglas Strait
Douglas Strait är ett sund i Sydgeorgien och Sydsandwichöarna (Storbritannien). Det ligger i den sydöstra delen av Sydgeorgien och Sydsandwichöarna. Douglas Strait ligger på ön Southern Thule.